# Khurutshe
Khurutshe est une ville du Botswana.